# Santuario di Santa Maria dell'Eremita
Il santuario di Santa Maria dell'Eremita o di Santa Maria della Rotonda è un luogo di culto cattolico situato nella frazione di Eremita nel comune di Mallare, in provincia di Savona. La chiesa è situato lungo la strada per il colle di San Giacomo, verso Orco Feglino e Finale Ligure. Il santuario fa parte della diocesi di Mondovì.

## Storia

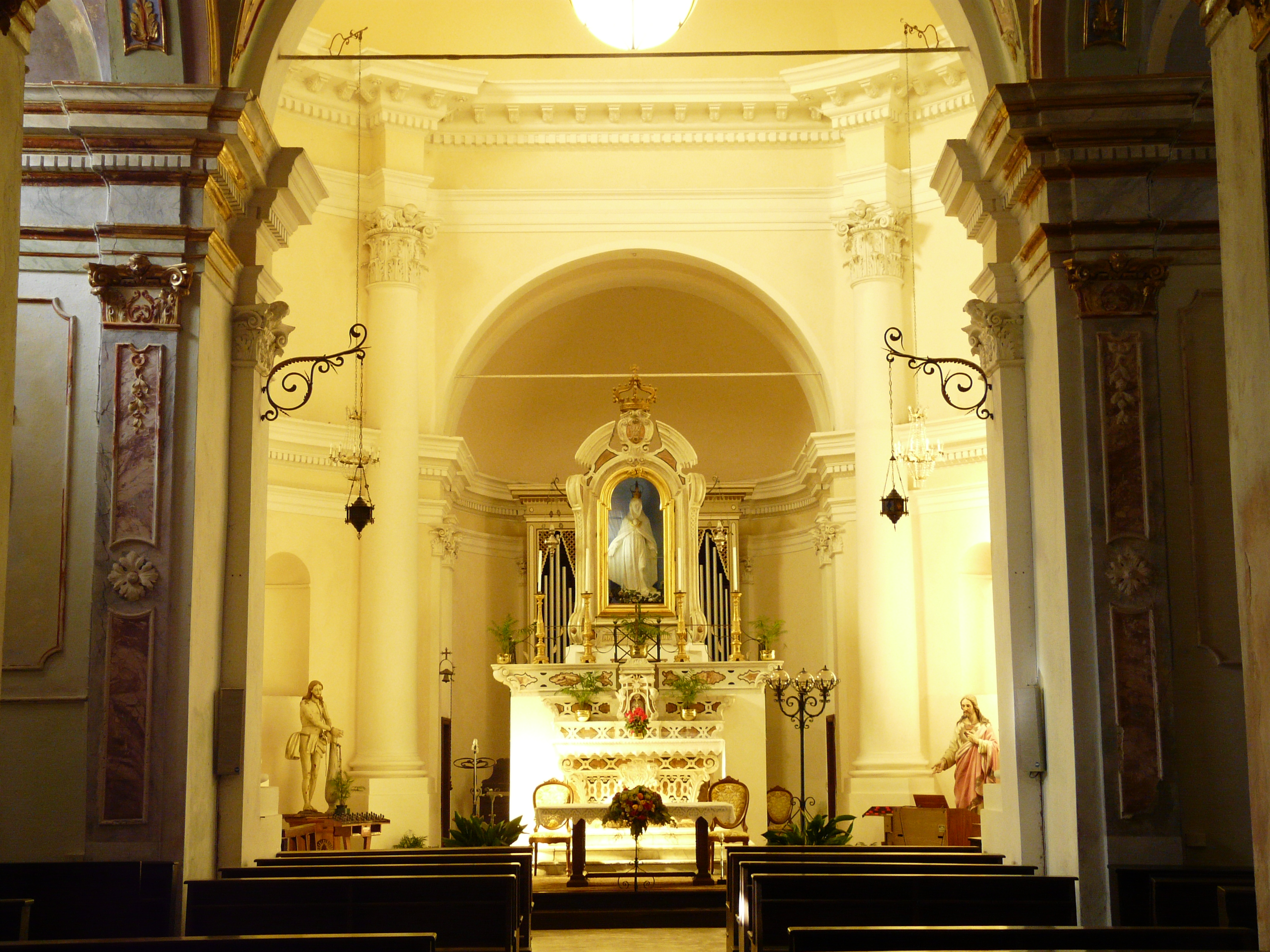
L'interno del santuario

Secondo le fonti storiche la parte più antica della "Rotonda" fu edificata in epoca romana e quindi adibita a tempio romano nel VI secolo; la struttura si presentava a forma rotonda, bassa, piccola, poligonale all'esterno e con contrafforti semicircolari ed equidistanti.
Fu nel XIV secolo, quando divenne la prima parrocchiale di Mallare, dedicata a santa Maria e san Nicola, che fu ricostruita nella volta in stile gotico, con arco acuto compresso e con costoloni diagonali e rosone centrale. Una tradizione del paese identifica nell'apparizione mariana, durante la dominazione di Enrico I Del Carretto, ad una pastorella sordomuta, che riacquistò voce e udito, la volontà della Madonna di far edificare in quel luogo (Rocca della Madonna) il primitivo santuario.
Nel 1215 l'edificio religioso è citato per la storica riappacificazione dei comuni di Alba e Albenga che qui convennero e firmarono un trattato di riconciliazione e di pace. Con la costruzione della nuova chiesa di San Nicola nell'odierno abitato mallarese, nel corso del XVI secolo il titolo di parrocchiale e l'intitolazione a san Nicola furono trasferiti nel nuovo edificio.
Lo scampato pericolo all'epidemia della peste nel 1631 fu la motivazione che animò la comunità mallarese all'ampliamento del santuario con un nuovo corpo rettangolare e in stile barocco. Le due cappelle laterali, dedicate a san Giuseppe e a Maria Vergine Addolorata, furono costruite nel 1870. Una terza e definita aggiunta si costruì nel 1891 con una nuova "rotonda", molto più grande e alta della prima, di forme neoclassiche, e terminante in un'ampia cupola non terminata del cupolino per mancanza di fondi. L'attiguo campanile fu edificato nel 1697, restaurato nel 1905 e nel 1986 con l'aiuto della popolazione.
Ulteriori interventi di restauro e conservazione si attuarono nel 1969, 1988 e nel 1997.

## Descrizione

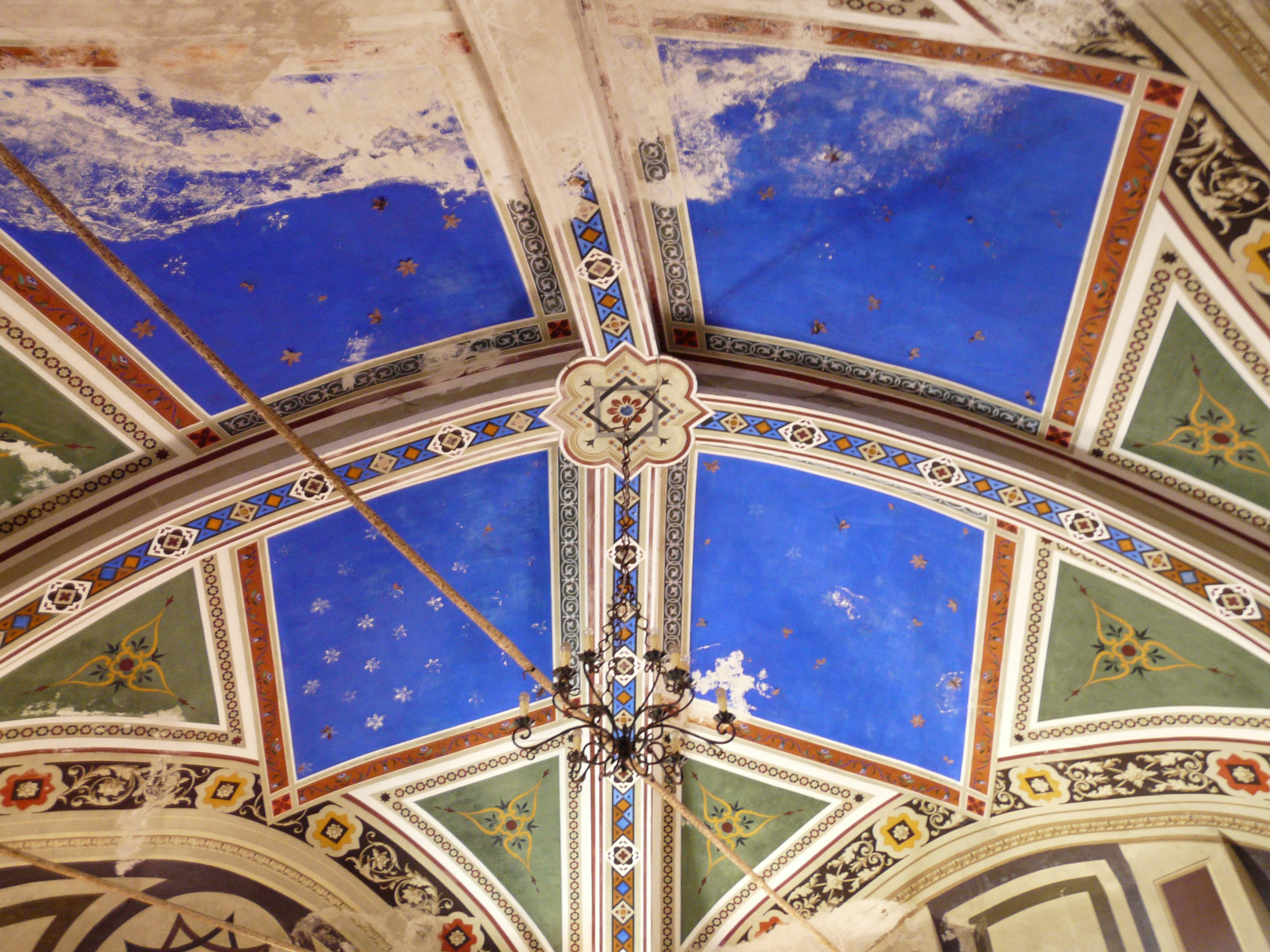
Le decorazioni degli affreschi

All'interno sono conservate due tele dei pittori Giuseppe Sternone, la Visita di Maria Vergine a sant'Elisabetta, e di Luigi Visetti la Presentazione della Vergine al Tempio donate al santuario nel 1876.
La statua in marmo di Nostra Signora della Misericordia è databile al 1601 e fu incoronata, per decreto del Capitolo Vaticano, nel 1876 dal vescovo della diocesi di Ivrea Luigi Moreno, nativo di Mallare.
Il crocifisso è opera dello scultore Anton Maria Maragliano, proveniente dalla locale confraternita così come il gruppo di Maria Bambina con sant'Anna e san Gioacchino di Antonio Roasio. Nella cappella di San Sebastiano sono conservate le tela di San Sebastiano e il dipinto di Mosè salvato dalle acque ad opera di un pittore genovese del XVII secolo.